# غنم جبلي ويلزي

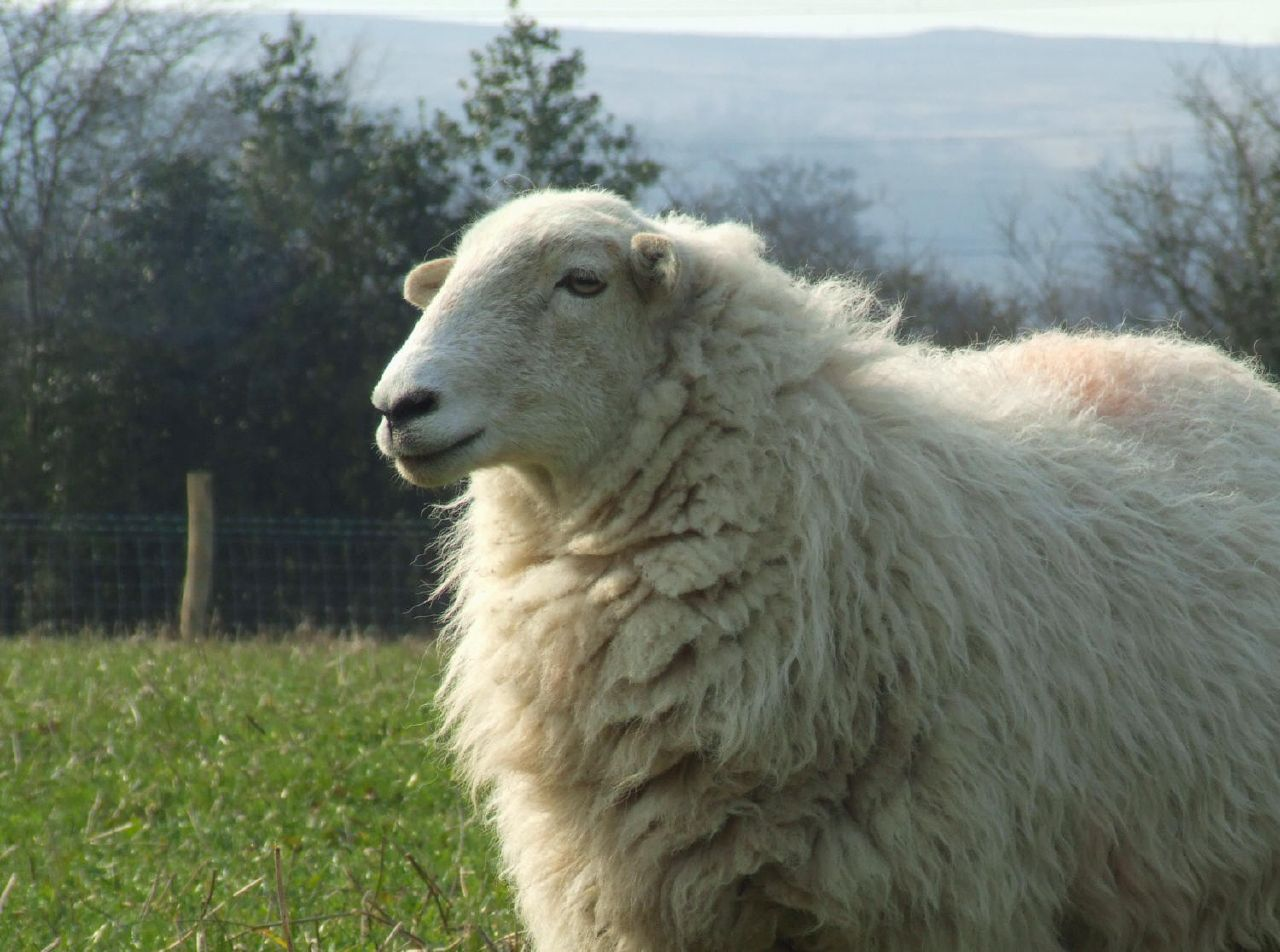

الأغنام الجبلية الويلزية ((بالويلزية: Defaid (sing;"Dafad") Mynydd Cymreig)‏, بالألفبائية الدولية [ˈdevaɪd ˈmənɪð ˈkəmrɛɨɡ]) هي أغنام صغيرة، ذات قدرة على التحمل أصولها من أعلى أجزاء ويلز الجبلية. تتميز الذكور بأن لها قرون بينما الإناث عديمة القرون؛ كما أنه ليس لهذه السلالة صوف على الوجه أو الساقين، ولديها ذيول طويلة (عادة يترك دون قص). هناك أنواع مختلفة تتم تربيها في ويلز. هذه أساسا تختلف على أساس اللون، ولكن بعضها يجري تطويره بسلالات منفصلة.

## الوصف
الأغنام الويلزية الجبلية عادة ما تكون بيضاء ذات وجه أبيض مع عدم وجود الصوف على الجبهة أو الخدين، وكذلك سيقانٍ بيضاء مع عدم وجود للصوف تحت الركبة. النعاج عديمة القرون، بينما الكباش لها قرون وعادة ما تكون منحنية، على الرغم من أن بعضها عديم قرون. الصوف سميك باعتدال، كذلك فإنه لا يتم قص الذيول. ة تعد من أهم الموارد الزراعية في ويلز.
المربون يعطون أولوية للتحمل، وكميات الحليب المنتجة جودة الأمومة وقدرة الخراف في البقاء على قيد الحياة. (النعاج النسبة 130% ، والتي ترتفع إلى 180% تحت ظروف مواتية في تحسين المراعي.) ولكن ذلك لم يكن دائما على هذا النحو؛ ففي القرن 18 اوصف الزراعي الإنجليزي آرثر يونغ الأغنام الويلية الجبلية بأنها «أدنى من جميع الأنواع»، كذلك وصفها قاض مشهد زراعي تظهر في ثمانينيات القرن التاسع عشر «بأنه حيوان ضئيل الشكل مع معطف أشعث أكثر تذكرنا الشعر من الصوف».